# Marius Haas (Diplomat)
Marius Haas (* 13. Mai 1945 in Trondheim, Norwegen) war bis zu seiner Pensionierung im Jahr 2010 ein deutscher Diplomat.

## Ausbildung und Studium
Nach der Grundschulausbildung in Radebeul/Sachsen wechselte Marius Haas auf die Kreuzschule Dresden und wurde Sänger im Dresdner Kreuzchor. 1958 Flucht in die Bundesrepublik Deutschland und Fortsetzung der Oberschulausbildung in Freising/Bayern und Velbert/NRW. Nach einer Reserveoffizierausbildung bei der Bundeswehr von 1966 bis 1969 mit dem zuletzt erreichten Dienstgrad Oberleutnant d. R. absolvierte Marius Haas ein Studium der Politik- und Kommunikationswissenschaften und der Geographie an der Universität München, das er 1974 mit der Promotion zum Dr. phil. abschloss.

## Diplomatischer Dienst
Nach dem Eintritt in den Auswärtigen Dienst 1975 folgten Verwendungen im Bundeskanzleramt in Bonn, an den Botschaften in Mexiko und Liberia, im Auswärtigen Amt in Bonn (Planungsstab), an der Ständigen Vertretung bei den Vereinten Nationen in New York und als Stellvertreter des Botschafters an der Botschaft Nairobi/Kenia sowie, ab 1994, im Bundespräsidialamt in Bonn und Berlin (Leiter eines außenpolitischen Referats sowie Büroleiter von Bundespräsident Roman Herzog). Von 1999 bis 2002 war Haas Botschafter der Bundesrepublik Deutschland in Myanmar (Burma). Anschließend war er von 2002 bis August 2005 Botschafter der Bundesrepublik Deutschland in der Elfenbeinküste und zugleich in Liberia akkreditiert. Als Botschafter in der Elfenbeinküste gewährte er dem verfolgten Oppositionsführer und ehemaligen Ministerpräsidenten Alassane Ouattara Schutz in seiner Residenz. Von August 2005 bis August 2007 war Haas als Botschafter im Libanon tätig. Danach war er bis zu seiner Pensionierung Mitte 2010 Botschafter in Ghana.

## Veröffentlichungen
- Husseins Königreich – Jordaniens Stellung im Nahen Osten. München 1975 () Im TUDUV-Verlag veröffentlichte Dissertation (summa cum laude).

## Orden
- Order of the British Empire (Honorary Officer, 1978)
- Verdienstorden der Italienischen Republik (Offizierkreuz, 1979)
- Königlicher Nordsternorden des Königreiches Schweden (Offizierkreuz, 1979)
- Orden "Rio Branco" der Föderativen Republik Brasilien (Komturkreuz, 1995)
- Orden "General José Dolores Estrada" der Republik Nicaragua (Komturkreuz, 1996)
- Orden des Befreiers der Republik Venezuela (Komturkreuz, 1996)
- Orden "Gorkha Dakshina Bahu" des Königreiches Nepal (3. Klasse, 1997)
- Königlich Norwegischer Verdienstorden des Königreiches Norwegen (Komturkreuz, 1998)
- Orden "Aguila Azteca" der Republik Mexiko (Komturkreuz, 1998)
- Verdienstorden der Republik Portugal (Komturkreuz, 1998)
- Kronenorden des Königreiches Belgien (Kommandeur, 1999)
- Verdienstkreuz am Bande der Bundesrepublik Deutschland (1999)
- Nationaler Verdienstorden der Republik Elfenbeinküste (Kommandeur, 2005)